# Индијан Крик (Илиноис)
Индијан Крик (енгл. Indian Creek) град је у америчкој савезној држави Илиноис.

## Демографија
По попису из 2010. године број становника је 462, што је 268 (138,1%) становника више него 2000. године.
| Група             | 2000.       | 2010.       |
| Белци             | 180 (92,8%) | 333 (72,1%) |
| Афроамериканци    | 0 (0,0%)    | 10 (2,2%)   |
| Азијати           | 1 (0,5%)    | 83 (18,0%)  |
| Хиспаноамериканци | 8 (4,1%)    | 31 (6,7%)   |
| Укупно            | 194         | 462         |